# 津軽上小国テレビ中継局
津軽上小国テレビ中継局（つがるかみおぐにテレビちゅうけいきょく）は、青森県東津軽郡外ヶ浜町の旧蟹田町域に置かれているテレビ中継局である。

## 中継局概要

### デジタルテレビ放送
| リモコン 番号 | 放送局名         | チャンネル 番号 | 空中線 電力 | ERP   | 偏波面   | 放送対象地域 | 放送区域 内世帯数 | 運用開始日      |
| ------------- | ---------------- | --------------- | ----------- | ----- | -------- | ------------ | ----------------- | --------------- |
| 1             | RAB 青森放送     | 22              | 50mW        | 370mW | 水平偏波 | 青森県       | 約100世帯         | 2010年 11月29日 |
| 2             | NHK 青森教育     | 19              | 50mW        | 370mW | 水平偏波 | 全国         | 約100世帯         | 2010年 11月29日 |
| 3             | NHK 青森総合     | 20              | 50mW        | 370mW | 水平偏波 | 青森県       | 約100世帯         | 2010年 11月29日 |
| 5             | ABA 青森朝日放送 | 24              | 50mW        | 370mW | 水平偏波 | 青森県       | 約100世帯         | 2010年 11月29日 |
| 6             | ATV 青森テレビ   | 18              | 50mW        | 370mW | 水平偏波 | 青森県       | 約100世帯         | 2010年 11月29日 |

- 所在地： 外ヶ浜町蟹田山本野脇[2]
- 放送区域： 外ヶ浜町の一部[2]
- 2010年9月28日に予備免許が交付され[3][4]、10月下旬に試験電波を発射。11月25日に本免許が交付され[1]、11月29日に本放送を開始した[1]。アナログ放送では中継局を置いていなかったABAは、デジタル新局として開局した[5]。また、青森送信所からの電波も受信が可能な場合がある[6]。

### アナログテレビ放送
| チャンネル 番号 | 放送局名       | 空中線 電力        | ERP                 | 偏波面   | 放送対象地域 | 放送区域 内世帯数 | 運用開始日      |
| --------------- | -------------- | ------------------ | ------------------- | -------- | ------------ | ----------------- | --------------- |
| 41              | ATV 青森テレビ | 映像100mW 音声25mW | 映像830mW 音声210mW | 水平偏波 | 青森県       | -                 | 1983年 11月28日 |
| 43              | RAB 青森放送   | 映像100mW 音声25mW | 映像830mW 音声210mW | 水平偏波 | 青森県       | -                 | 1983年 11月28日 |
| 45              | NHK 青森総合   | 映像100mW 音声25mW | 映像830mW 音声210mW | 水平偏波 | 青森県       | 92世帯            | 1983年 11月28日 |
| 47              | NHK 青森教育   | 映像100mW 音声25mW | 映像830mW 音声210mW | 水平偏波 | 全国         | 92世帯            | 1983年 11月28日 |

- 所在地： デジタルテレビ放送に同じ
- 2011年7月24日をもってすべて廃止された。なお、ABAにはチャンネルが割り当てられていなかった。